# Jardinage en lasagnes

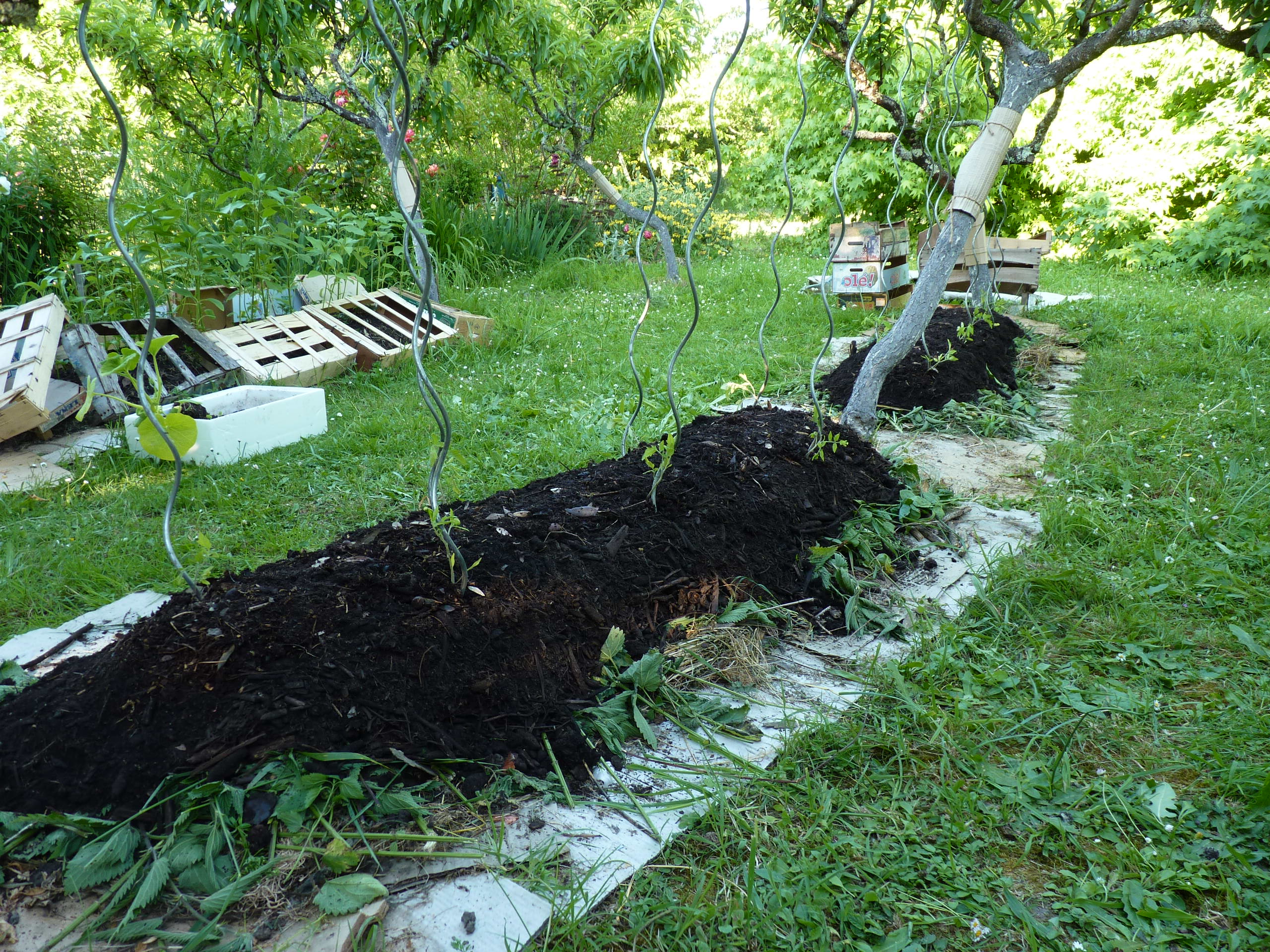
Plantation de tomates sur des lasagnes entre les péchers

Le jardinage en lasagnes (lasagna gardening) est une manière de faire un jardin. De la même façon que, pour préparer des lasagnes, le cuisinier alterne des couches de pâtes et de sauce, le jardinier, pour cultiver en lasagnes, dépose sur le sol des couches de matériaux de compostage qu'il termine par une couche de terreau où il peut effectuer immédiatement des plantations. La culture en lasagnes, c'est un peu comme un compost bien organisé sur lequel on plante directement, sans l'effort du labour ou du bêchage.

## Histoire
La technique du lasagna gardening est mise au point dans les années 1990 par Patricia Lanza. Cette américaine possède dans son jardin un sol ingrat fait d'argile et de cailloux, très difficile à travailler. Un jour en se promenant dans la forêt, elle découvre comment est formé le sol (couches alternant feuilles, débris de bois et de plantes). Ce que la nature fait dans la forêt, elle pense pouvoir le faire sans peine et très rapidement dans son propre jardin. Elle récupère alors tonte d'herbe, feuilles de papier, fumier de cheval et surtout déchets de cuisine de son auberge. Elle dispose des couches de ces matériaux sur le sol de son jardin, en terminant par de l'amendement proposé par la jardinerie locale. Puis elle plante directement sur ces couches. Tout pousse à foison, surtout les adventices. Plus tard, par hasard, elle découvre que, sous un tas de journaux laissés à l'abandon et humidifiés par la pluie, les adventices sont étouffées et les vers de terre pullulent. Elle refait alors des lasagnes mais en commençant par une épaisse couche de papier. 

« Quand j'eus fini de couvrir les mauvaises herbes avec le journal et de recouvrir celui-ci avec l'herbe et le paillis de feuilles, mon jardin a eu l'air propre et sans mauvaise herbe. J'avais l'impression d'avoir créé une nouvelle méthode de jardinage. »

Patricia Lanza a appelé cette technique lasagna-bed par allusion aux diverses couches qui composent les lasagnes en cuisine. Elle l'a transmise en 1999 en écrivant un livre.

## Principe
À même le sol sur des cartons, ou directement sur la pierre ou le béton, le jardin en lasagnes est constitué d'une alternance de couches de résidus bruns et de résidus verts. Les couches débutent avec des matériaux grossiers, puis de plus en plus fins. Les lasagnes se terminent par une épaisse couche de terreau. Le jardin en lasagnes peut être utilisé immédiatement. Les résidus, en se décomposant, vont chauffer le tas par-dessous et accélérer la croissance des végétaux.

## Matériaux nécessaires
- Résidus bruns :
  - épais, pour faire un barrage immédiat aux adventices : cartons, journaux, papiers
  - de n'importe quelle taille mais sec : bois raméal fragmenté (BRF), broyat issu de débroussaillement ou de taille (on peut en trouver en déchèterie), branches cassées, feuilles mortes, paille, tonte et herbes sèches, litière des petits animaux, etc ;
- Résidus verts, c'est-à-dire frais : déchets de cuisine, tontes et herbes fraîches, (algue, ortie, fougère, prêle, consoude (plantes très riches en minéraux), litière des toilettes sèches, cheveux, poils, plumes, marc de café et de fruits, etc ;
- Compost et fumier frais ;
- Terre d'anciennes jardinières ou de pots non utilisés ;
- Terreau : compost bien mûr d'au moins un an, provenant de chez soi ou de la déchèterie[4].

## Préparation du lieu et des matériaux
Délimiter la forme des lasagnes avec des piquets, ou un tuyau d'arrosage pour les formes courbes. La largeur des lasagnes doit être réduite afin de faciliter le travail et la récolte (1 m à 1,30 m de largeur). La longueur des lasagnes ou leur forme n'importe pas : carrées, rectangulaires et très longues, courbes ou autour d'un arbre. Si une plante résistante (ortie, mélisse ou framboisier) pousse à l'emplacement des lasagnes, il vaut mieux en enlever le plus possible pour limiter son étendue. Éventuellement, on peut tondre l'herbe et enlever les cailloux avant de placer les cartons mais cela n'est pas nécessaire.
Préparer les matériaux demande un peu de temps, de la place et du soin : il faut une quantité suffisante de matériaux bruns et verts pour faire les lasagnes souhaitées. Les rameaux et branches d'arbres ou d'arbustes sont broyés pour devenir du BRF, plus facile à manipuler. Les cartons doivent être débarrassés de leurs agrafes, papiers collants et étiquettes ; ils sont utilisés soit entiers s'ils sont fins, soit ouverts s'ils sont épais. Le terreau de la couche finale doit être à disposition en assez grande quantité.

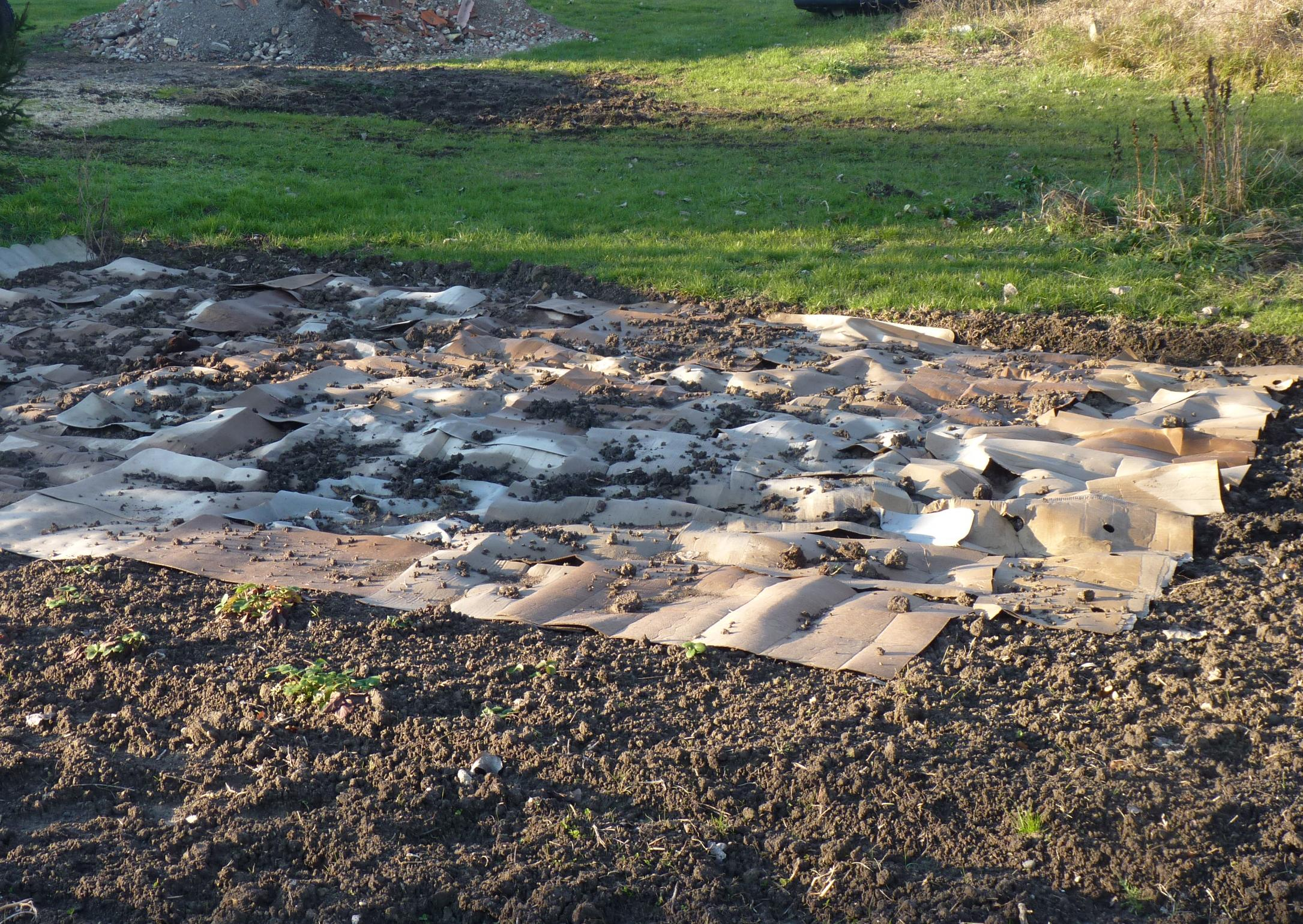
Pose de cartons sur le sol pour débuter une lasagne

Pour une lasagne réussie, il est nécessaire d'avoir de l'eau à disposition en quantité suffisante pour humidifier les différentes couches de matériaux.

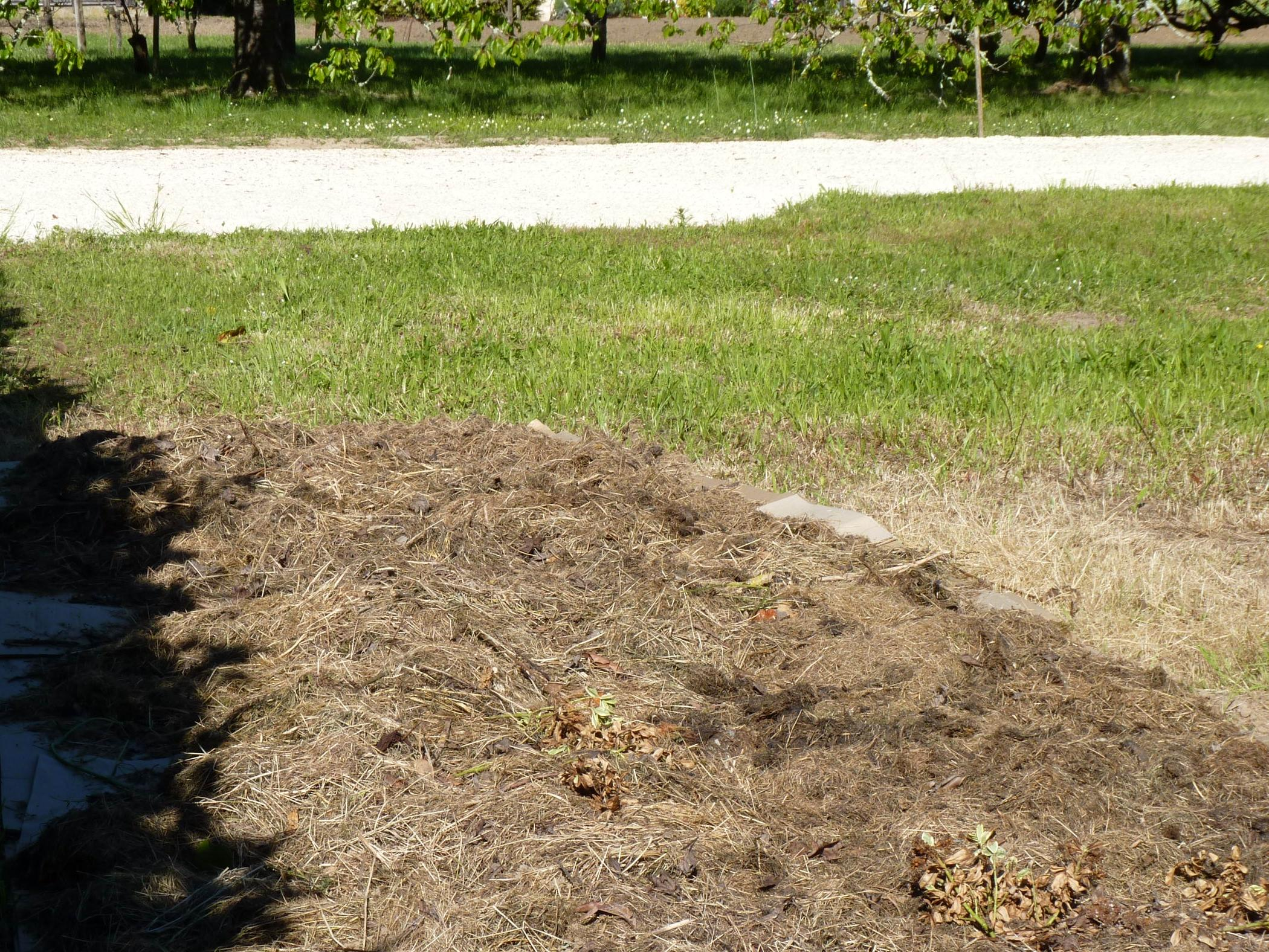
Début d'une lasagne avec apport de tonte sur les cartons

## Mise en œuvre des lasagnes
Disposer d'abord des cartons en plusieurs couches, en quinconce, sans laisser de trous ; les cartons peuvent déborder un peu de l'emplacement prévu. Ajouter si besoin des journaux ou des feuilles de papier. Arroser abondamment. Recouvrir par une couche de tonte fraîche.
Par-dessus, mettre une couche de matériaux bruns grossiers : broyat, paille, feuilles mortes. Ajouter une couche de matériaux verts grossiers : déchets de cuisine, contenu des toilettes sèches, fumier frais, taille de haies, désherbage frais. Arroser.

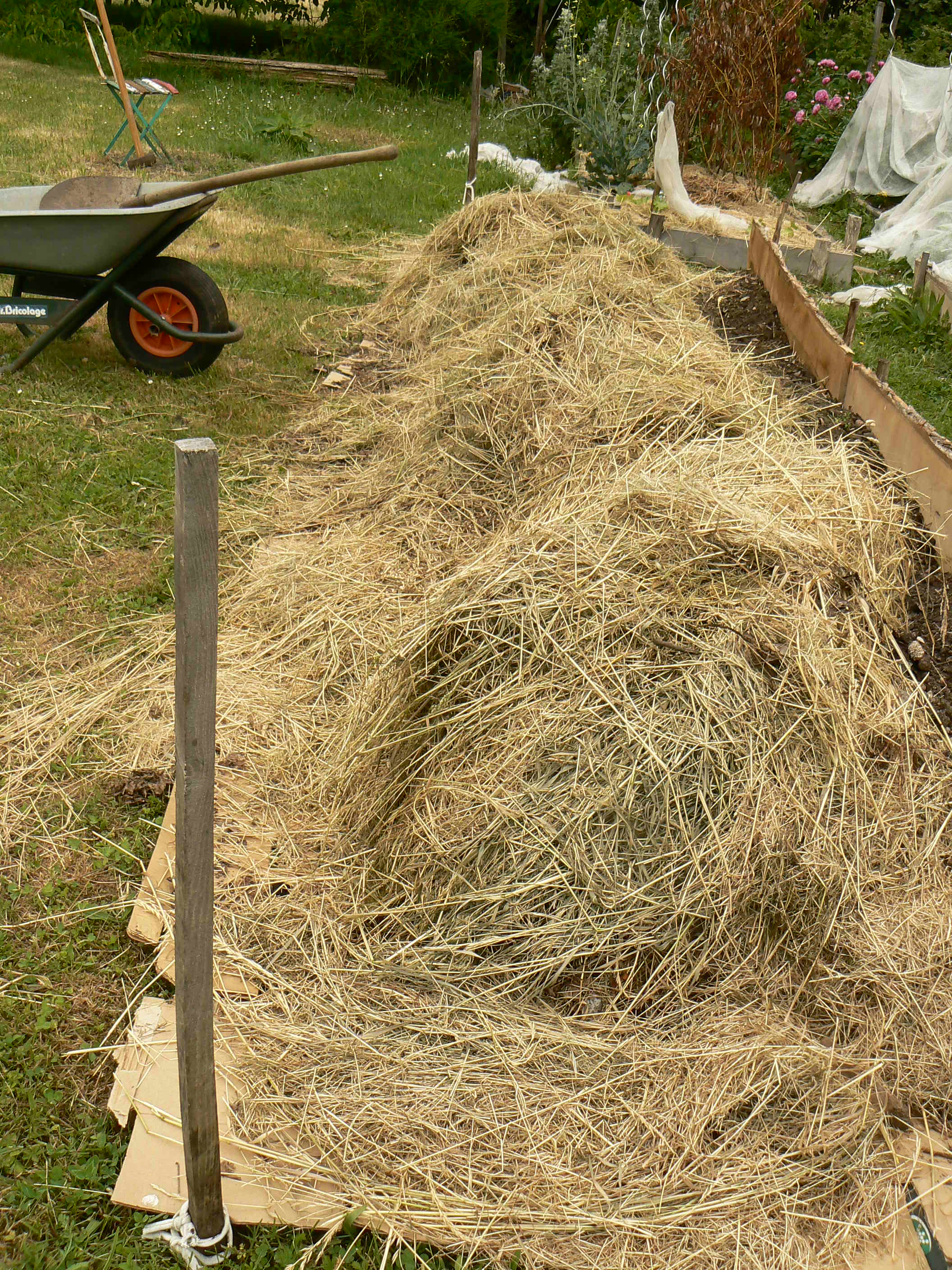
Apport de foin pour la création d'une lasagne

Recouvrir ensuite de matériaux bruns fins (compost frais, tonte sèche, BRF), puis de matériaux verts fins (tonte fraîche par exemple, puis arroser.
Couvrir les lasagnes par une couche de terreau d'au moins 10 cm. Arroser finement et abondamment.

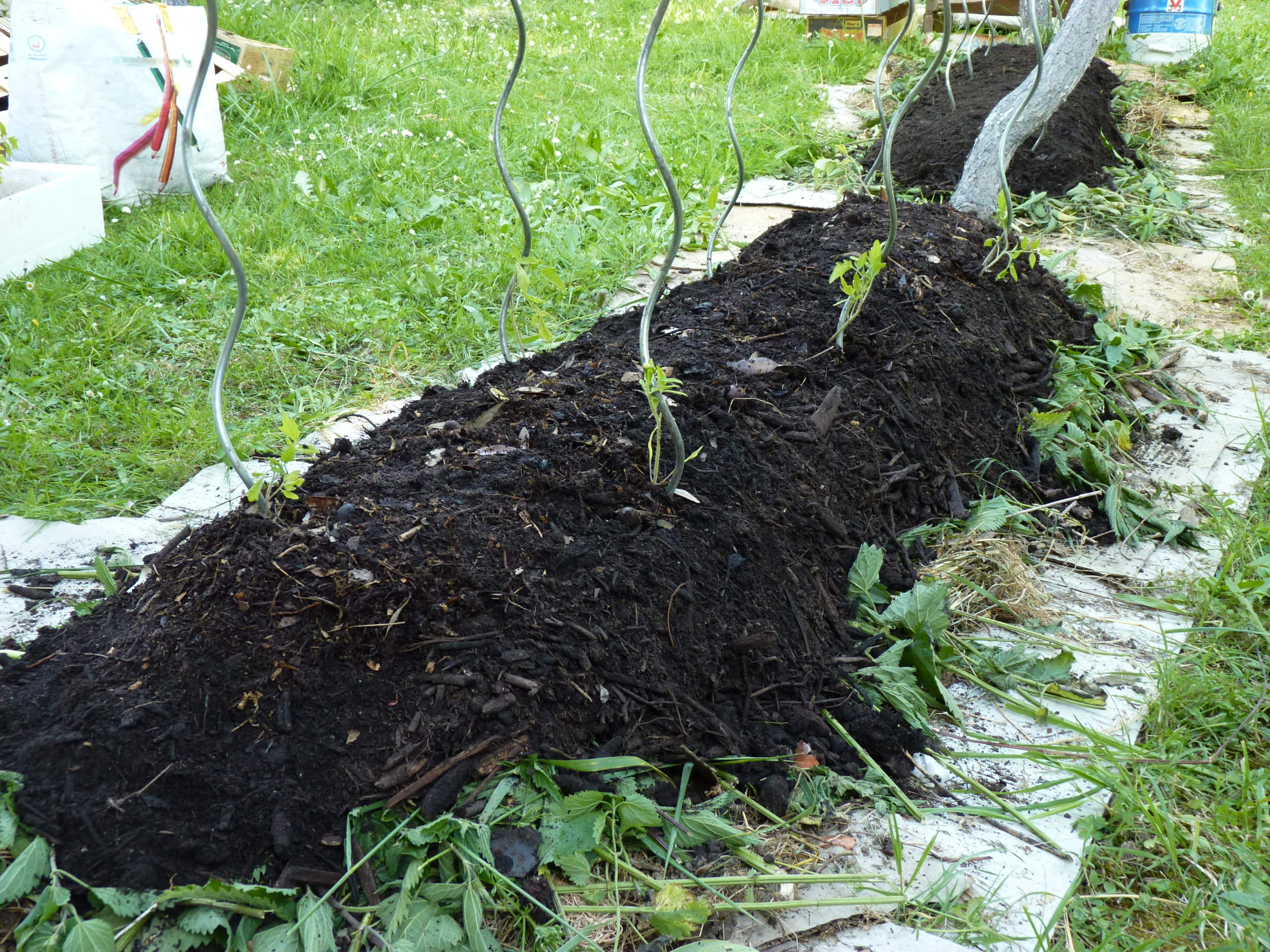
Plantation de tomates sur des lasagnes

Planter et recouvrir d'un paillage qui permet de réduire l'arrosage.  
Les lasagnes peuvent s'élever de 25 cm à 70 cm de hauteur, selon l'importance des matériaux à disposition.

## Entretien régulier
L'ajout chaque année sur les lasagnes d'une couche de 10 cm de terreau ou compost bien mûr assure leur entretien.
Par la suite, pour le travail des lasagnes, l'utilisation d'une fourche écologique permet d'ameublir le sol tout en préservant son écosystème. Cet outil ne fait pas mal au dos, contrairement à la bêche.

## Avantages
En ville, grâce au procédé des lasagnes, il est désormais possible de créer un sol cultivable là où il n'existe pas (béton, cour, terrasse, balcon).
Créer une lasagne permet d'enrichir ou d'améliorer un sol difficile à travailler, caillouteux, ou pauvre.
Le procédé des lasagnes respecte la biodiversité du sol (vers de terre et autres auxiliaires du sol) parce qu'il n'y a ni retournement du sol, ni emploi d'outils mécaniques (donc pas de dépenses d'énergie fossile), ni apport d'engrais de type NPK, ni utilisation de désherbant car les adventices, telles que chiendent, liseron, potentille faux fraisier, sont arrêtées dans un premier temps par les cartons. 
Le jardinier ne travaille pas avec la bêche, outil qui abîme son dos.
Une lasagne peut être mise en place rapidement et jusque tard dans la saison des plantations de printemps (avril-mai).
Cette méthode culturale est valable pour les fleurs et pour les légumes.
La lasagne étant un amas de matières en décomposition, elle chauffe et permet ainsi une production rapide et généreuse.

## Inconvénients
La technique de jardinage en lasagnes nécessite une grande quantité de matériaux bruns et verts ainsi que de terreau pour la couche finale. De plus, chaque couche doit recevoir de l'eau en abondance au moment de la création des lasagnes. Il est donc nécessaire de bénéficier d'un point d'eau sur place.

### Traduction
1. ↑  (en) « When I finished covering the weeds with paper and covering the paper with grass and leaf mulch, my garden looked neat and weed-free. I felt like I had created a new gardening method. »